# جون بيرت
جون بيرت (بالإنجليزية: John Burt)‏ (27 أغسطس 1874 في نيوزيلندا - 16 يناير 1933 في نيوزيلندا) هو لاعب كريكت نيوزلندي. لعب مع أول بلاكس وفريق أوتاغو للكريكت ‏.